# OÖ Kultursommer

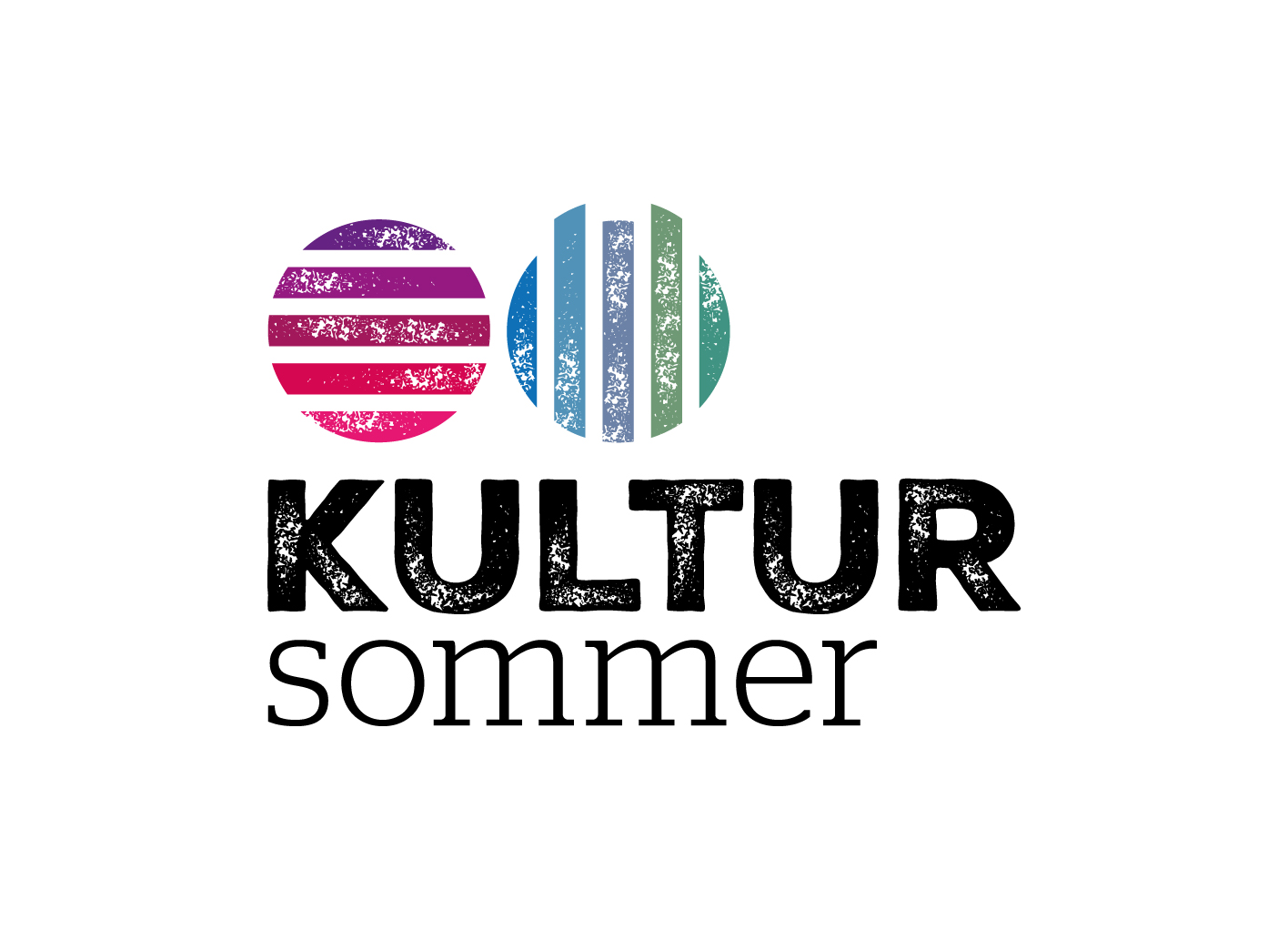
OÖ Kultursommer

Der OÖ Kultursommer ist eine Initiative des Landes Oberösterreich. Er wurde 2018 ins Leben gerufen und vereint seither mehr als 80 kulturelle Festivals und zusammenhängende Veranstaltungsreihen in Oberösterreich unter einem Dach. Ziel dieser Dachmarke ist es, dem vielfältigen kulturellen und künstlerischen Tun in den Sommermonaten eine Plattform zu bieten, die Festivals bekannter zu machen sowie Kulturschaffende miteinander zu vernetzen.

## Organisation
Die Direktion Kultur und Gesellschaft des Landes Oberösterreich tritt nicht als Veranstalterin auf, sondern stellt die Dachmarke zur Verfügung. Sie verwaltet den gemeinsamen Online- und Social-Media-Auftritt des OÖ Kultursommers und ist für dessen Marketing verantwortlich. Im Podcast „Nimm Platz“ kommen Akteurinnen und Akteure der oberösterreichischen Sommerfestivals zu Wort. Seit 2024 erscheint jährlich zum Start des OÖ Kultursommers ein eigenes Magazin mit allen Festivals sowie Hintergrundinfos.
Die Mitwirkung der Festivals am OÖ Kultursommer ist freiwillig und kostenlos, die Unabhängigkeit der Veranstalterinnen und Veranstalter bleibt sowohl inhaltlich-programmatisch als auch organisatorisch unangetastet. Mitmachen können Festivals und zusammenhängende Veranstaltungsreihen aus Oberösterreich, die öffentlich zugängig sind sowie zwischen Juni und Oktober stattfinden.

## Veranstaltungen
(Stand: März 2025)
- Abendmusik in der Ursulinenkirche (Linz)
- Aistfestspiele (Pregarten)
- AKuT - Alberndorfer Kulturtage (Alberndorf)
- Ars Concordia (Schloss Bernau)
- Ars Electronica Festival (Linz)
- Attergauer Kultursommer (St. Georgen, Vöcklamarkt, Frankenmarkt)
- BachZeit (Mondsee)
- Brucknerfest (Linz)
- Brunnenthaler Konzertsommer (Brunnenthal)
- Bubble Days (Linz)
- Burgfestspiele Reichenau (Reichenau im Mühlkreis)
- Clam Live (Burg Clam)
- Der neue Heimatfilm (Freistadt)
- Domorgelsommerlinz (Mariä-Empfängnis-Dom, Linz)
- Donaufestwochen Strudengau (Strudengau an der Donau)
- Eferdinger Schlosskonzerte (Schloss Starhemberg)
- Eisklang (Dachstein)
- Europäische Festwochen Passau (Engelhartszell, Reichersberg)
- Festival Fantastika (Freistadt)
- Festival der Regionen
- Festspiele Schloss Tillysburg (Schloss Tillysburg)
- Frankenburger Würfelspiel (Frankenburg)
- Free Tree Open Air (Taiskirchen im Innkreis)
- Gustav Mahler Festival Steinbach (Steinbach am Attersee)
- Inn4tler Sommer (Braunau, Ried im Innkreis und Schärding)
- INNtöne Jazzfestival (Diersbach)
- Internationales Chorseminar Schloss Zell (Schloss Zell an der Pram)
- Internationales Kammermusik-Festival (Kefermarkt)
- Internationale Kammermusiktage St. Marien (St. Marien)
- Internationale Musiktage Region Böhmerwald (Aigen-Schlägl)
- Internationales Welser Figurentheaterfestival (Wels)
- Kammermusik im Vituskircherl (Oberregau)
- KlangFarben Unterach – Kammermusikfest (Unterach am Attersee)
- KIRCH’KLANG Festival Salzkammergut (Salzkammergut)
- KLANGfestival (Gallneukirchen)
- Klassik am Dom (Mariä-Empfängnis-Dom, Linz)
- KLEINOD Musikfestival (Wels)
- Kultur HOF Sommerbühne (Linz)
- Kultur Stift Reichersberg (Reichersberg)
- Kulturhof Perg (Perg)
- Kultursommer im Rosengarten (Linz)
- Kunstfestival Perspektiven Attersee (Attersee am Attersee)
- Landesmusikfest OÖ
- Lehár Festival Bad Ischl (Bad Ischl)
- leonART (Leonding)
- Linzer Krone-Fest (Linz)
- Linzer Pflasterspektakel (Linz)
- Literaturfestival 4553 (Schlierbach)
- Initiative.Literaturschiff – Verein für literarische Begegnungen in Oberösterreich
- Mondseer Jedermann (Mondsee)
- Musicalfestspiele Bad Hall (Bad Hall)
- Musikfestival Steyr (Steyr)
- MusikFestiWels (Wels)
- Musiksommer Bad Schallerbach (Bad Schallerbach)
- Musiktage Mondsee (Mondsee)
- NordwaldKammerspiele (St. Martin im Mühlkreis)
- NYC Musikmarathon (Mattighofen)
- o.heimArt Festival (Ottensheim)
- OÖ. Stiftskonzerte (Stift St. Florian, Stift Kremsmünster, Stift Lambach, Stift Reichersberg, Stift Schlierbach, Stift Wilhering)
- Open Air Ottensheim (Ottensheim)
- Operettenfestspiele Bad Hall (Bad Hall)
- Opernfestspiele Bad Hall (Bad Hall)
- Opern-Fest Schärding (Schärding)
- Penthesilea Sommerkonzerte (Traunkirchen)
- Philharmonische Konzerte Steinbach (Steinbach am Attersee)
- Pramtaler Sommeroperette (Schloss Zell an der Pram)
- Rainbacher Evangelienspiele (Rainbach)
- Salzkammergut Festwochen Gmunden (Gmunden)
- SCHÄXPIR Theaterfestival für junges Publikum (Linz)
- sicht:wechsel - Internationales inklusives Kulturfestival (Linz)
- Sommergastspiel Musiktheater Linz (Linz)
- Sommerkulturtage Pienkenhof (Kefermarkt)
- Sommerspiele Grein (Grein)
- Sommertheater am Turm 20 (Linz)
- Sommertheater Traun (Traun)
- Grenzlandbühne Leopoldschlag (Leopoldschlag)
- St. Florianer Brucknertage (Stift St. Florian)
- Stream Festival (Linz)
- Sunnseitn (Freistadt)
- Theater am Fluss (Steyr)
- Theater im Hof (Enns)
- Theater in der Kulturfabrik (Helfenberg)
- Theatersommer Meggenhofen (Meggenhofen)
- TheaterSPECTACEL (Stift Wilhering)
- Festival theaterzeit (Freistadt)
- WOLF - Das Mystical (Ried am Wolfgangsee)
- Woodstock der Blasmusik (Ort im Innkreis)